# Euclea pseudebenus
Euclea pseudebenus är en tvåhjärtbladig växtart som beskrevs av Ernst Meyer och A. Dc. Arten ingår i släktet Euclea och familjen Ebenaceae.
Arten är ett träd som främst förekommer i öknen eller i torra buskskogar. Dess utbredningsområde är sydvästra Afrika, från Angola i norr till Sydafrika i söder.